# Şahmalılar
Şahmalılar è un comune dell'Azerbaigian situato nel distretto di Ağcabədi. Conta una popolazione di 227 abitanti.